# 蓝天街道 (海口市)
蓝天街道是中国海南省海口市美兰区的一个街道，辖区东起美宛路、人大西路，南以国兴大道为界和琼山区的国兴街道相连，西达龙昆南路，北止南沙路、海府一横，辖区面积约5平方公里，常住人口约3万人。中共蓝天街道工委、蓝天街道办事处驻龙岐社区。
街道办事处高6层，建筑面积2000多平方米，设有人民武装部、司法所、党政办公室、城市管理办公室、计划生育办公室、社会治安综合管理办公室、经济办公室、民政办公室、就业办公室、财政所和行政服务大厅。

## 行政区划
蓝天街道下辖
- 龙岐社区
- 万华社区
- 塔光社区
- 下洋社区